# Eddie Bolander & jag
Eddie Bolander & jag är en ungdomsroman skriven av Bo R. Holmberg och illustrerad av Katarina Strömgård. Boken gavs ut på Rabén & Sjögren bokförlag 2005.

## Handling
Steve är arton år och bor tillsammans med sin mamma i Örnsköldsvik i Ångermanland. Steves pappa, Eddie Bolander, flyttade för åtta år sen, när Steve bara var tio år. Han flyttade till USA med sitt band och Steve har inte träffat honom sen dess. Nu är det sommar och Steve sitter på balkongen, som nyligen blivit inglasad. Han tänker på sommarjobbet, Anneli som var hans stora kärlek och på kompisen Kevin som helst bara mekar med bilen eller jagar älg med sin pappa. Plötsligt ringer telefonen, det är Eddie Bolander som ringer, han som annars bara hör av sig till jul eller till Steves födelsedag och knappt det; men nu är han i Sverige. Han är i Stockholm och undrar om inte Steve vill komma ner och hälsa på. Steve svarar ja, men tvekar sen. Kommer han att känna igen sin pappa efter åtta år, tänk om han har gift om sig, kanske med en man? och hur ska Steve förklara för sin mamma att han plötsligt vill träffa sin pappa igen.

## Om boken
Boken är illustrerad med svartvita bilder i varje uppslag vilket ger boken en seriekänsla. Bilderna är skarpa i nutid men är mer suddigt tecknade i tillbakablickarna. 
Eddie Bolander och jag vann augustpriset för bästa barn- och ungdomsbok 2005 med motiveringen att bild och text samspelar på ett nyskapande och konstnärlig sätt samt att Holmberg skildrar Steves tanker och känslor med en lågmäld intensitet.